# Aranama
Gli Aranama (chiamati anche Anames, Arrenamus, Auraneans, Hazanames, Jaranames o Xaranames) erano una piccola tribù di nativi americani agricoltori, originari della costa meridionale del Texas, tra il fiume Guadalupe e il fiume San Antonio. La maggior parte delle poche conoscenze che si hanno su questo popolo provengono dagli archivi delle missioni spagnole.